# Đường Xuyên Á

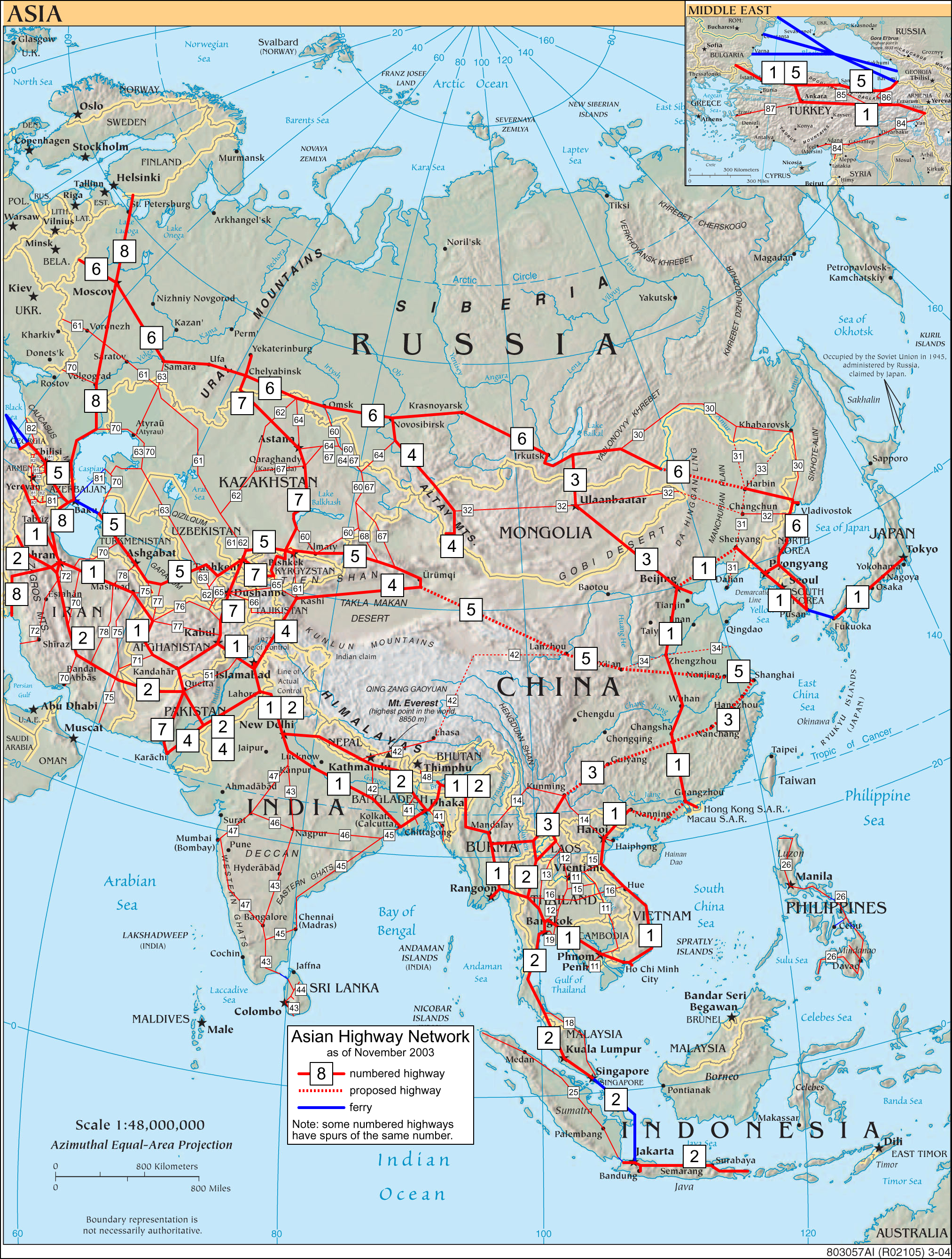
Bản đồ lộ trình các tuyến đường Xuyên Á

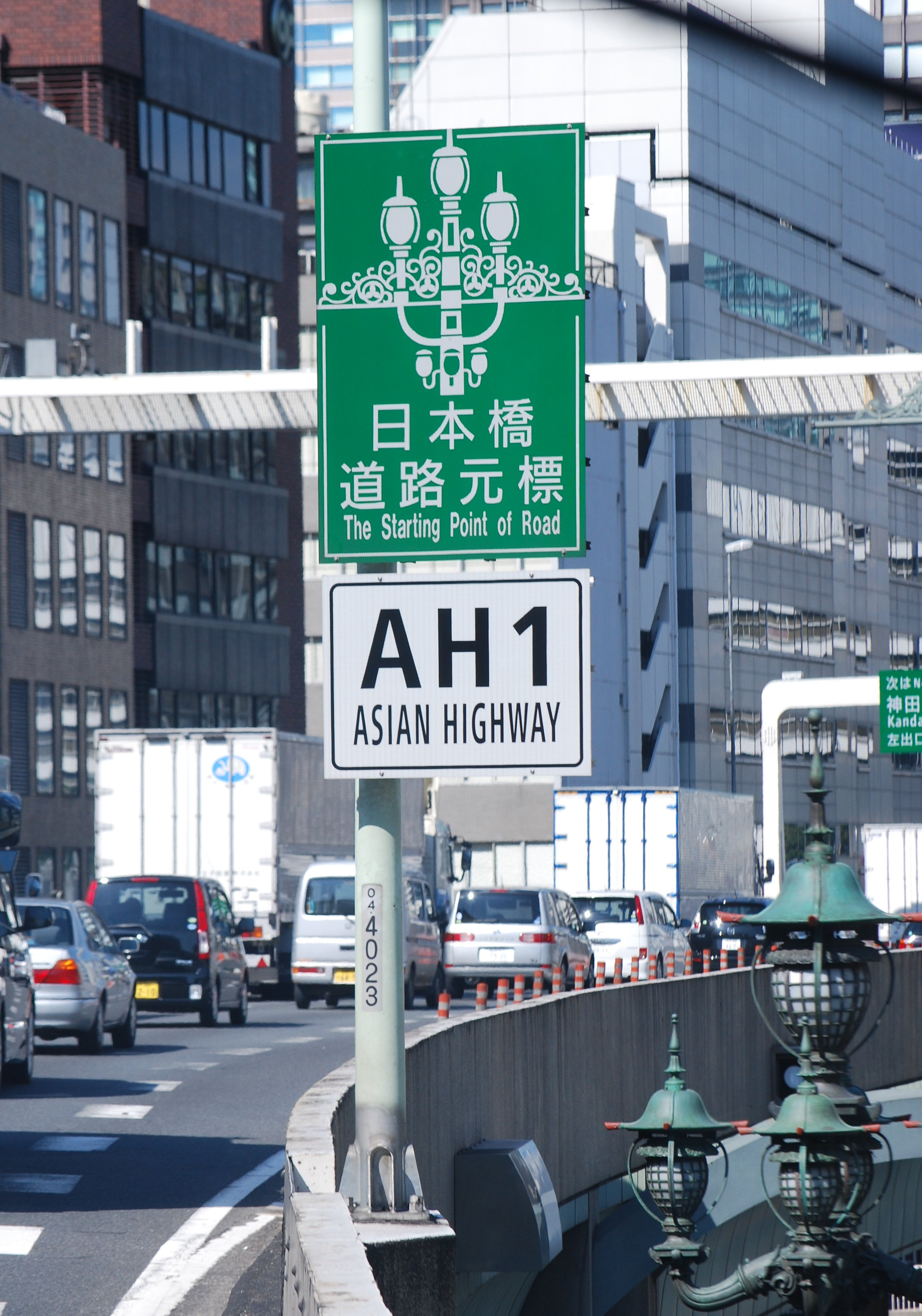
Tuyến AH1 ở Nihonbashi Tokyo Nhật Bản

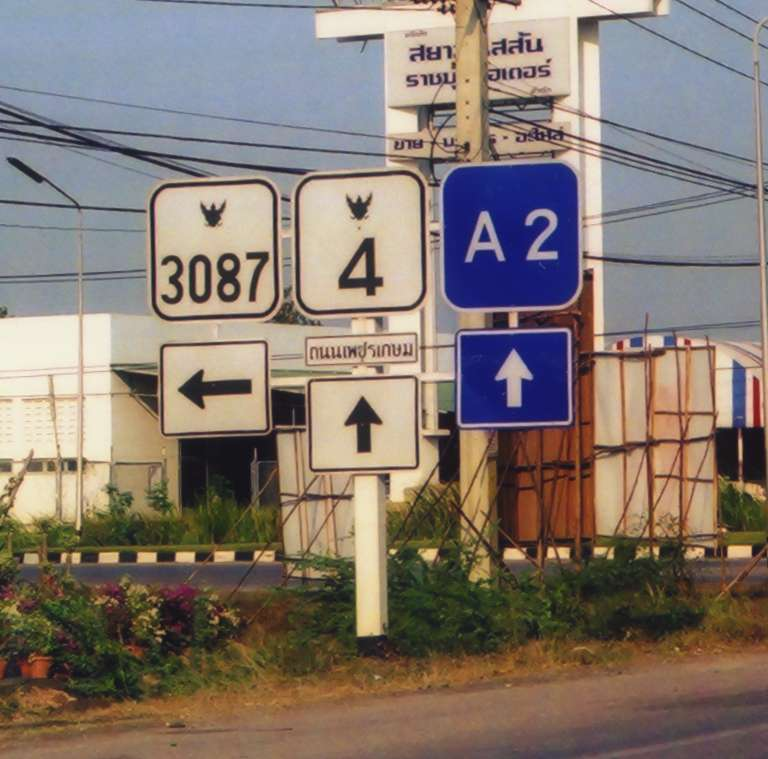
Tuyến AH2 gần Ratchaburi, Thái Lan

Dự án Đường Xuyên Á (Asian Highway hay còn gọi là AH), là một dự án nối liền các quốc gia châu Âu và châu Á do Ủy ban Kinh tế Xã hội châu Á Thái Bình Dương Liên Hợp Quốc (ESCAP) khởi xướng, để nối liền các tuyến đường cao tốc châu Á. Đây là một trong 3 dự án phát triển hạ tầng giao thông châu Á (Asian Land Transport Infrastructure Development - ALTID), được ESCAP công bố tại kỳ họp thứ 48 năm 1992, bao gồm Đường Xuyên Á (Asian Highway - Viết tắt là AH), Đường sắt xuyên Á (Trans-Asian Railway - TAR) và dự án tạo thuận lợi cho vận tải đường bộ.

## Quá trình hình thành
Một số tuyến đường chạy qua toàn bộ lục địa:
- AH1, 20.557 km (12.848 dặm); Tokyo, Nhật Bản đến biên giới giữa Thổ Nhĩ Kỳ và Bulgaria (với AH5)
- AH2, 13.177 km (8326 dặm); Denpasar, Indonesia đến Khosravi, Iran
- AH3, 7.331 km (4582 dặm); Ulan-Ude, Nga (giao với AH6) đến Đường Cô, Trung Quốc; và Thượng Hải, Trung Quốc (giao với AH5) đến Chiang Rai, Thái Lan và Kyaing Tong, Myanmar (cả hai giao với AH2)
- AH4, 6.024 km (3765 dặm); Novosibirsk, Nga (giao với AH6) đến Yarantai, Mông Cổ; và Urumqi, Trung Quốc (giao với AH5) đến Karachi, Pakistan (giao với AH7)
- AH5, 10.380 km (6488 dặm); Thượng Hải, Trung Quốc (giao với AH3) đến biên giới giữa Thổ Nhĩ Kỳ và Bulgaria (với AH1)
- AH6, 10.475 km (6547 dặm); Busan, Hàn Quốc (bắt đầu từ đường Jungang-no) đến biên giới giữa Nga và Belarus
- AH7, 5.868 km (3667.5 dặm); Yekaterinburg, Nga đến Karachi, Pakistan (giao với AH4)
- AH8, 4.718 km (2949 dặm); biên giới giữa Nga và Phần Lan đến Bandar Emam, Iran

10-29 và 100-299 ở Đông Nam Á:
- AH11, 1.588 km (992.5 dặm); Viêng Chăn, Lào (giao với AH12) đến Sihanoukville, Campuchia
- AH12, 1.195 km (747 dặm); Nateuy, Lào (giao với AH3) đến Hin Kong, Thái Lan (giao với AH1)
- AH13, 1429 km (888 dặm); Hà Nội, Việt Nam (giao với AH1) đến Nakhon Sawan, Thái Lan (giao với AH1/AH2)
- AH14, 2.077 km (1298 dặm); Hải Phòng, Việt Nam đến Mandalay, Myanmar (giao với AH1/AH2)
- AH15, 566 km (354 dặm); Vinh, Việt Nam (giao với AH1) đến Udon Thani, Thái Lan (giao với AH12)
- AH16, 1.032 km (645 dặm); Đông Hà, Việt Nam (giao với AH1) đến Tak, Thái Lan (giao với AH1/AH2)
- AH17, 980 km (608 dặm); Đà Nẵng, Việt Nam đến Vũng Tàu, Việt Nam
- AH18, 1.042 km (651 dặm); Hat Yai, Thái Lan (giao với AH2) đến Johor Bahru Causeway, Malaysia
- AH19, 459 km (287 dặm); Nakhon Ratchasima, Thái Lan (giao với AH12) đến Bangkok, Thái Lan (giao với AH2)
- AH25, 2.549 km (1593 dặm); Banda Acheh, Indonesia đến Merak, Indonesia (giao với AH2)
- AH26, 3.517 km (2198 dặm); Laoag, Philippines đến Zamboanga, Philippines

30-39 và 300-399 ở Đông Á và Đông Bắc Á:
- AH30, 2.739 km (1712 dặm); Ussuriysk, Nga (giao với AH6) đến Chita, Nga (giao với AH6)
- AH31, 1.595 km (997 dặm); Belogorsk, Nga (giao với AH30) đến Đại Liên, Trung Quốc
- AH32, 3.748 km (2342.5 dặm); Sonbong, CHDCND Triều Tiên (giao với AH6) đến Khovd, Mông Cổ (giao với AH4)
- AH33, 575 km (359 dặm); Cáp Nhĩ Tân, Trung Quốc (giao với AH6/AH31) đến Đồng Giang, Trung Quốc
- AH34, 1.033 km (646 dặm); Liên Vân Cảng, Trung Quốc đến Tây An, Trung Quốc (giao với AH5)

40-59 và 400-599 ở Nam Á:
- AH41, 948 km (592.5 dặm); biên giới giữa Myanmar và Bangladesh đến Mongla, Bangladesh
- AH42, 3.754 km (2346 dặm); Lan Châu, Trung Quốc (giao với AH5) đến Barhi, Ấn Độ (giao với AH1)
- AH43, 3.024 km (1892 dặm); Agra, Ấn Độ (giao với AH1) đến Matara, Sri Lanka
- AH44, 107 km (67 dặm); Dambulla, Sri Lanka (giao với AH43) đến Trinconmalee, Sri Lanka
- AH45, 2.030 km (1269 dặm); Kolkata, Ấn Độ (giao với AH1) đến Bengaluru, Ấn Độ (giao với AH43/AH47)
- AH46, 1.513 km (946 dặm); Kharagpur, Ấn Độ (giao với AH45) đến Dhule, Ấn Độ (giao với AH47)
- AH47, 1286 dặm (2.057 km); Gwalior, Ấn Độ (giao với AH43) đến Bengaluru, Ấn Độ (giao với AH43/AH45)
- AH48, 276 km (171 dặm); Phuentsholing, Bhutan đến biên giới giữa Bhutan và Ấn Độ
- AH51, 862 km (539 dặm); Peshawar, Pakistan (giao với AH1) đến Quetta, Pakistan (giao với AH2/AH7)

60-89 và 600-899 ở Bắc Á, Trung Á và Tây Nam Á:
- AH60, 2.151 km (1344 dặm); Omsk, Nga (giao với AH6) đến Burubaital, Kazakhstan (giao với AH7)
- AH61, 4.158 km (2599 dặm); Kashi, Trung Quốc (giao với AH4/AH65) đến biên giới giữa Nga và Ukraina
- AH62, 2.722 km (1701 dặm); Petropavlovsk, Kazakhstan (giao với AH6/AH64) đến Mazari Sharif, Afghanistan (giao với AH76)
- AH63, 2.434 km (1521 dặm); Samara, Nga (giao với AH6) đến Guzar, Uzbekistan (giao với AH62)
- AH64, 1.666 km (1041 dặm); Barnaul, Nga (giao với AH4) đến Petropavlovsk, Nga (giao với AH6/AH62)
- AH65, 1.250 km (781 dặm); Kashi, Trung Quốc (giao với AH4/AH61) đến Termez, Uzbekistan (giao với AH62)
- AH66, 995 km (622 dặm); biên giới giữa Trung Quốc và Tajikistan đến Dushanbe, Tajikistan
- AH67, 2.288 km (1430 dặm); Khuê Đồn, Trung Quốc (giao với AH5) đến Zhezkazgan, Kazakhstan (giao với AH62)
- AH68, 278 km (174 dặm); Tinh Hà, Trung Quốc (giao với AH5) đến Ucharal, Kazakhstan (giao với AH60)
- AH70, 4.832 km (3020 dặm); biên giới giữa Ukraina và Nga đến Bandar Abbas, Iran
- AH71, 426 km (266 dặm); Dilaram, Afghanistan (giao với AH1) đến Dashtak, Iran (giao với AH75)
- AH72, 1.147 km (717 dặm); Tehran, Iran (giao với AH1/AH2/AH8) đến Bushehr, Iran
- AH75, 1.871 km (1169 dặm); Tejen, Turkmenistan (giao với AH5) đến Chabahar, Iran
- AH76, 986 km (616 dặm); Polekhumri, Afghanistan (giao với AH7) đến Herat, Afghanistan (giao với AH1/AH77)
- AH77, 1.298 km (811 dặm); Djbulsarcj, Afghanistan (giao với AH7) đến Mary, Turkmenistan (giao với AH5)
- AH78, 1.076 km (672.5 dặm); Ashgabat, Turkmenistan (giao với AH5) đến Kerman, Iran (giao với AH2)
- AH81, 1.143 km (714 dặm); Larsi, Georgia đến Aktau, Kazakhstan (giao với AH70)
- AH82, 1.261 km (788 dặm); biên giới giữa Nga và Gruzia đến Iveoqlu, Iran (giao với AH1)
- AH83, 172 km (107.5 dặm); Kazakh, Azerbaijan (giao với AH5) đến Yerevan, Armenia (giao với AH81/AH82)
- AH84, 1.188 km (742.5 dặm); Doğubeyazıt, Thổ Nhĩ Kỳ (giao với AH1) đến İçel, Thổ Nhĩ Kỳ
- AH85, 338 km (211 dặm); Refahiye, Thổ Nhĩ Kỳ (giao với AH1) đến Merzifon, Thổ Nhĩ Kỳ (giao với AH5)
- AH86, 247 km (154 dặm); Askale, Thổ Nhĩ Kỳ (giao với AH1) đến Trabzon, Thổ Nhĩ Kỳ (giao với AH5)
- AH87, 606 km (378.75 dặm); Ankara, Thổ Nhĩ Kỳ (giao với AH1) đến İzmir, Thổ Nhĩ Kỳ

## Chiều dài theo quốc gia
Tổng chiều dài 87,799 dặm (140,479 km).
- Afghanistan, 4.247 km
- Armenia, 958 km
- Azerbaijan, 1.442 km (901,25 dặm)
- Bangladesh, 1.804 km (1.127,5 dặm)
- Bhutan, 1 km (0,625 dặm)
- Campuchia, 1.339 km (837 dặm)
- CHND Trung Hoa, 25.579 km (15.978 dặm)
- CHDCND Triều Tiên, 1.320 km (825 dặm)
- Gruzia, 1.154 km (721,25 dặm)
- Ấn Độ, 11.432 km (7,145 dặm)
- Indonesia, 3.989 km (2.493 dặm)
- Iran, 11.152 km (6.970 dặm)
- Nhật Bản, 1.200 km (750 dặm)
- Kazakhstan, 13.189 km
- Kyrgyzstan, 1.695 km (1.059 dặm)
- Lào, 2.297 km (1.436 dặm)
- Malaysia, 1.595 km (997 dặm)
- Mông Cổ, 4.286 km (2.678,75 dặm)
- Myanmar, 3.003 km (1.877 dặm)
- Nepal, 1.321 km (826,6 dặm)
- Pakistan, 5.377 km (3.360,6 dặm)
- Philippines, 3.517 km (2.198,1 dặm)
- Hàn Quốc, 907 km (566,9 dặm)
- Liên bang Nga, 16.869 km (10.543,1 dặm)
- Singapore, 19 km (11,9 dặm)
- Sri Lanka, 650 km (406,25 dặm)
- Tajikistan, 1.925 km (1.203,1 dặm)
- Thái Lan, 5.112 km (3.195 dặm)
- Thổ Nhĩ Kỳ, 5.254 km (3.283,75 dặm)
- Turkmenistan, 2.204 km (1.377,5 dặm)
- Uzbekistan, 2.966 km (1.853,75 dặm)
- Việt Nam, 2.678 km (1.673,75 dặm)